# منافسة مثالية

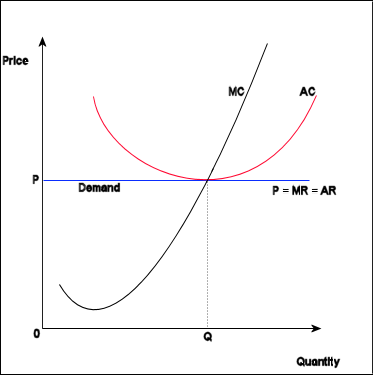

تتحقّق السوق المثالية أو الكاملة في علم الاقتصاد، وبشكل خاص في نظرية التوازن العام، من خلال العديد من الظروف المثالية وتُدعى إجمالاً بالمنافسة المثالية. في النماذج النظرية حيث تسود ظروف المنافسة المثالية، بُرهن نظرياً على أن السوق سيصل إلى حالة من التوازن تكون فيها الكميّة المتوفرة من المُنتج أو الخدمة بما فيها اليد العاملة مُساوية للكمية المطلوبة بالسعر المُتداول. يُسمى هذا التوزان بأمثلية باريتو.
توفّر المنافسة المثالية كلّاً من كفاءة توزيع الموارد الاقتصادية والكفاءة الإنتاجية:
- مثل هذه الأسواق تمتلك كفاءة توزيع الموارد الاقتصادية عندما تكون التكلفة الحدّية مساوية لمتوسّط الإيرادات، أو بعبارة أخرى «تكلفة متوسط الإيرادات (إم سي) = التكلفة الحدية (إيه آر)». يواجه أيّ مُنتِج لأرباح متزايدة في المنافسة المثالية سعر سوقٍ مساوياً لتكلفته الحديّة (بّي=إم سي). يدلّ ذلك على أن سعر عامل الإنتاج يساوي ناتج الهوامش الربحية لهذا العامل. يُتيح ذلك اشتقاق مُنحنى العرض الذي تستند إليه الاقتصاديات التقليدية المُحدثة. وهذا هو أيضاً السبب في أن «الاحتكار لا يمتلك مُنحنى للعرض». يُسبّب التخّلي عن قبول الأسعار بدون جدل ظهور صعوبات لتحقّق التوازن العام باستثناء حالات وجود شروط أخرى محددة مثلما يحصل في المنافسة الاحتكارية.
- ليس بالضرورة أن تكون الأسواق التنافسية المثالية ذات كفاءة إنتاجية على المدى القصير، إذ أنّ الإنتاجية لن تظهر حيث تكون التكلفة الحدّية مساوية لمعدل التكلفة (إم سي= إيه سي). لكن تظهر كفاءة الإنتاجية على المدى الطويل على شكل شركات جديدة تدخل في القطاع الصناعي. تُخفِض المنافسة من السعر والتكلفة إلى الحد الأدنى من معدل التكلفة على المدى الطويل. في هذه المرحلة يكون السعر مُساوي للتكلفة الحديّة ولمعدّل التكلفة الكليّة لكل سلعة (بّي= إم سي =إيه ٍسي).

تمتلك نظرية المنافسة المثالية جذور في الفكر الاقتصادي تعود لأواخر التاسع عشر. قدّم ليون والراس أول تعريف دقيق للمنافسة المثالية واستنبط العديد من نتائجها الرئيسية. نُظمت النظرية بشكل أكبر في خمسينيات القرن العشرين بواسطة كينيث آرو وجيرارد ديبرو. لا تصبح الأسواق العقارية مثالية أبداً.
يمكن أن يصنّف الاقتصاديون الذين يؤمنون بالمنافسة المثالية كمقاربة مفيدة للأسواق العقارية هذه الأسواق بأنها تتراوح بين القرب من المثالية إلى البعد جداً عنها. يُقال عموماً أن أسواق صرف العملات والأسهم هي أكثر الأسواق تشابهاً مع الأسواق المثالية. سوق العقارات هي مثال على السوق الغير مثالية نهائياً. في مثل هذه الأسواق تُبرهن نظرية الحل البديل أنه إذا لم يكن بالإمكان إيجاد ظرف مثالي في نموذج اقتصادي فإنه من الممكن أن يتم استبدال بعض المتغيّرات في الحل الأفضل الذي يليه وإلّا يجب أن تكون القيم مثالية.

## تحقيق الظروف المثالية للمنافسة المثالية
يوجد مجموعة من ظروف السوق المثالية التي يجب أن يغلُب وجودها عند الحديث عن كيف يمكن أن تكون المنافسة مثالية في حال كان من الممكن نظرياً تحقيق ظروف سوق مثالية. تتضمّن هذه الظروف:
- وجود عدد كبير من المشتريين والبائعين- وعدد كبير من المستهلكين لديهم استعداد وقدرة على شراء المنتج بسعر مُحدد ووجود عدد كبير من المُنتجين لديهم الاستعداد والقدرة على عرض المنتج بسعر مُحدد.
- وجود المعلومات الكاملة- كل المُستهلكين والمنتجين يعرفون أسعار جميع المنتجات والخدمات التي سيحصلون عليها عند اقتناء هذه المنتجات.
- وجود السلع الأساسية- المنتجات هي بدائل صحيحة لبعضها البعض، وبعبارة أخرى جودة وخصائص سلع وخدمات السوق لا تختلف بين المزوّدين المُختلفين.[4]
- تحديد حقوق المُلكية بدقّة- تُحدد هذه الحقوق ما يمكن بيعه بالإضافة إلى ما هي الحقوق التي تُمنح للمُشتري.
- لايوجد حواجز على الدخول والخروج.
- يأخذ كل مُشارك الأسعار كما هي- لا يمتلك المشارك القدرة على تحديد الأسعار.
- حركة عناصر الإنتاج الدولية المثالية- تتحرّك عناصر الإنتاج على المدى الطويل بشكل مثالي لتتيح للتعديلات المجانية طويلة الأمد أن تغيّر ظروف السوق.
- تعظيم ربح البائعين- تبيع الشركات حيث تُحقّق أرباحاً عُظمى، وحيث تتطابق التكاليف الحديّة مع الهوامش الربحيّة.
- وجود المُشتري العقلاني: يقوم المشترون بكل الصفقات التي تزيد من منفعتهم الاقتصادية. ولا يقومون بالعمليات التي لا تزيد من منفعتهم.
- لا وجود لعوامل خارجية- لا تؤثر تكاليف أو فوائد نشاط ما على أطراف ثالثة. يستثني هذا المعيار أيضاً أية تدخلات حكومية اقتصادية.
- عدم وجود تكاليف للتعاملات- لا يتكبّد المشترون والبائعون تكاليف القيام بتبادل السلع في السوق التنافسية الكاملة.
- تأثيرات الشبكة أو عدم زيادة عائدات وفورات الحجم- يضمن انخفاض وفورات الحجم أو انخفاض تأثيرات الشبكة أنه سيكون هناك دائماً عدد كافٍ من الشركات في القطاع الصناعي.
- التنظيم المُناهض للمُنافسة- من المُفترض أن سوق المنافسة المثالية يجب أن يوفر التنظيم والحماية ضمنياً في عملية التحكّم باستبعاد النشاطات المناهضة للتنافسية في السوق المالية.

## الربح الطبيعيّ
يعمل البائعون في السوق المثالية مع عدم وجود فائض اقتصادي: يُحصّل البائعون مستوى من العائد من خلال استثمار يُعرف بالأرباح الطبيعية.
الربح الطبيعي هو جزء من التكاليف (الضمنيّة) وليس جزءاً من أرباح المشروع. يمّثل الربح الطبيعي التكلفة الضمنية إذ أن الوقت الذي يُمضيه المالك في إدارة الشركة يمكن أن يُمضيه في إدارة شركة أخرى. بالتالي فإن جزء المؤسسة من الربح الطبيعي هو الربح الذي يعتبره مالك المشروع ضرورياً لجعل إدارة المشروع جديرة باهتمامه/ها، وبعبارة أخرى فإنه يُماثل ثاني أفضل مبلغ يمكن أن يكسبه صاحب ومُموّل المشروع عند القيام بعمل آخر. وبشكل خاص إذا لم تُدرج المؤسسة كعنصر من عناصر الإنتاج فغنه يمكن اعتبارها عائدات لرأس مال المستثمرين بما فيهم لصاحب ومُمول المشروع وهو ما يعادل العائد الذي كان من الممكن لمالك رأس المال أن يتوقّعه (في استثمار آمن)، بالإضافة إلى التعويض عن المُخاطرة. بعبارة أخرى تتفاوت تكلفة الربح الطبيعي سواءً داخل الصناعات أو عبرها، إذ أنها تتناسب مع حجم المجازفة المرتبطة بكل نوع من أنواع الاستثمار وفقاً لتعويضات مخاطر العائد.
لا ينتج عن ظروف المنافسة المثالية إلّا الأرباح الطبيعية عندما يتحقق التوازن الاقتصادي على المدى الطويل إذ لا يوجد حافز للشركات كي تدخل أو تخرج من هذا القطاع.

### في الأسواق التنافسية والأسواق المحتملة للتنافس
لا ينتج الربح الاقتصادي في المنافسة المثالية في التوازن الاقتصادي على المدى الطويل، وإذا نتج ذلك سيكون ذلك حافزاً للشركات الجديدة كي تدخل في قطاع العمل ويسهّل عليها ذلك عدم وجود عوائق للدخول في المنافسة. مع دخول شركات جديدة إلى قطاع العمل فإنها تزيد من عرض المنتج في السوق إذ تُجبَر هذه الشركات على وضع أسعار منخفضة لجذب المستهلكين لشراء العرض الإضافي الذي توفره هذه الشركات بينما تتنافس الشركات على العملاء (اقرأ «الثبات» في نقاش احتكار الربح). تواجه الشركات القائمة في قطاع العمل خسارة عملائها الحاليين لصالح الشركات الجديدة التي تدخل القطاع، مما يُجبرها على تخفيض أسعارها لتتطابق مع أسعار الشركات الجديدة. ستستمر الشركات الجديدة بالدخول إلى القطاع حتى يستمر انخفاض سعر المنتج إلى النقطة التي يكون فيها مساوياً لمعدّل تكلفة إنتاجه وتنعدم بذلك الأرباح الاقتصادية. عندما يحدث ذلك لا يجد الوكلاء الاقتصاديون من خارج قطاع العمل أي فائدة من تشكيل شركات جديدة تدخل في القطاع إذ يتوقف عرض المنتج عن الزيادة ويستقر سعر المنتج مسبّباً توازن اقتصادي. وينطبق الكلام ذاته على توازن قطاعات العمل التنافسية الاحتكارية، وبصورة أعم على أي سوق يُعتبر قابل للتنافس. عادةً، الشركة التي تقدّم منتجاً مُختلفاً يمكن أن تضمن في البداية قوّة سوقية مؤقتة لمدّة قصيرة (اقرأ عن «الثبات» في الربح الاحتكاري). السعر المبدئي الذي يجب أن يدفعه المستهلك في هذه المرحلة للمنتج يكون مرتفعاً وسيصبح الطلب على المنتج إلى جانب توفّره في السوق محدوداً. لكن على المدى الطويل، عندما تكون ربحيّة المنتج مستقرة وبسبب وجود عدة عوائق للدخول في المنافسة سيزداد عدد الشركات التي تعرض هذا المنتج حتى يصبح العرض المتوفر في النهاية كبير نسبياً بالتالي يهبط سعر المنتج إلى معدل تكلفة تصنيعه. عندما يحدث ذلك في النهاية تختفي كل الأرباح الاحتكارية المرتبطة ببيع المنتج وإنتاجه ويتحول الاحتكار الأولي إلى قطاع تنافسي. في حالة الأسواق القابلة للتنافس تنتهي الدورة غالباً بابتعاد المتدخلين الجدد باستراتيجية «أضرب واهرب» إلى الاسواق مُعيدةً قطاع العمل إلى حالته السابقة، ولكن مع سعر منخفض أكثر وبدون أرباح اقتصادية للشركات القائمة.
لكن من الممكن أن تنتج الأرباح في الأسواق التنافسية أو القابلة للتنافس على المدى القريب عندما تتنافس الشركات على مكانته في السوق. بمجرّد تفسير المخاطر، تُعتبر الأرباح الاقتصادية الطويلة الأمد في الأسواق التنافسية نتيجة لخفض التكاليف المتواصل وتحسّن أداء المتنافسين في قطاع العمل، الأمر الذي يتيح للتكاليف أن تكون أقل من سعر السوق المحدد.